# Resolutie 1830 Veiligheidsraad Verenigde Naties
Resolutie 1830 van de Veiligheidsraad van de Verenigde Naties werd op 7 augustus 2008 unaniem door de VN-Veiligheidsraad goedgekeurd. Deze resolutie verlengde de VN-bijstandsmissie in Irak met een jaar.

## Achtergrond
Op 2 augustus 1990 viel Irak zijn zuiderbuur Koeweit binnen en bezette dat land. De Veiligheidsraad veroordeelde de inval nog diezelfde dag middels resolutie 660, en later kregen de lidstaten carte blanche om Koeweit te bevrijden. Eind februari 1991 was die strijd beslecht en legde Irak zich neer bij alle aangenomen VN-resoluties. Het land werd vervolgens verplicht om zich te ontwapenen door onder meer al zijn massavernietigingswapens te vernietigen. Daaraan werkte Irak echter met grote tegenzin mee, tot grote woede van de Verenigde Staten, die het land daarom in 2003 opnieuw binnenvielen. Kort hierop vroeg de door de VS geleide overgangsregering van Irak de Verenigde Naties om hulp bij onder meer het herzien van de grondwet en de organisatie van verkiezingen, en werd de VN-bijstandsmissie in Irak opgericht. In 2004 werd de overgangsregering opgevolgd door een Iraakse interim-regering. In 2005 werd een nieuwe grondwet aangenomen en vonden verkiezingen plaats, waarna een coalitie werd gevormd. In de tussentijd werd het land echter geplaagd door sektarisch geweld en bleven er vele slachtoffers vallen door de talloze terreuraanslagen.

## Inhoud

### Waarnemingen
De veiligheidssituatie in Irak was weliswaar verbeterd, maar er bleven uitdagingen. Alle gemeenschappen binnen Irak moesten het sektarisme afwijzen en deelnemen aan het politieke proces om tot een oplossing te komen over de verdeling van middelen en verzoening. Men was bezorgd om de mensenrechten en humanitaire kwesties. Verder verwelkomde men het feit dat Irak in Bagdad grond had toegewezen voor het nieuwe VN-hoofdkwartier
in Irak.

### Handelingen
De Veiligheidsraad verlengde het mandaat van de UNAMI-bijstandsmissie voor Irak met 12 maanden om het in resolutie 1770 vastgelegde mandaat verder uit te voeren. De Iraakse overheid en andere lidstaten werd gevraagd te blijven instaan voor de veiligheid en logistiek van de VN-aanwezigheid in Irak. De Raad verzocht de secretaris-generaal om elk kwartaal verslag uit te brengen over de vooruitgang die de UNAMI boekte bij het vervullen van haar verantwoordelijkheden.

## Verwante resoluties
- Resolutie 1770 Veiligheidsraad Verenigde Naties (2007)
- Resolutie 1790 Veiligheidsraad Verenigde Naties (2007)
- Resolutie 1859 Veiligheidsraad Verenigde Naties
- Resolutie 1883 Veiligheidsraad Verenigde Naties (2009)

Lijst ·  1795 ·  1796 ·  1797 ·  1798 ·  1799 ·  1800 ·  1801 ·  1802 ·  1803 ·  1804 ·  1805 ·  1806 ·  1807 ·  1808 ·  1809 ·  1810 ·  1811 ·  1812 ·  1813 ·  1814 ·  1815 ·  1816 ·  1817 ·  1818 ·  1819 ·  1820 ·  1821 ·  1822 ·  1823 ·  1824 ·  1825 ·  1826 ·  1827 ·  1828 ·  1829 ·  1830 ·  1831 ·  1832 ·  1833 ·  1834 ·  1835 ·  1836 ·  1837 ·  1838 ·  1839 ·  1840 ·  1841 ·  1842 ·  1843 ·  1844 ·  1845 ·  1846 ·  1847 ·  1848 ·  1849 ·  1850 ·  1851 ·  1852 ·  1853 ·  1854 ·  1855 ·  1856 ·  1857 ·  1858 ·  1859